# أرتور أونيل
أرتور أونيل (بالإسبانية: Arturo O'Neill)‏ هو عسكري مكسيكي، ولد في 8 يناير 1736 في جمهورية أيرلندا، وتوفي في 9 ديسمبر 1814 في مدريد في إسبانيا.

## وصلات خارجية
- أرتور أونيل على موقع الموسوعة البريطانية (الإنجليزية)